# Ala Augusta Vocontiorum

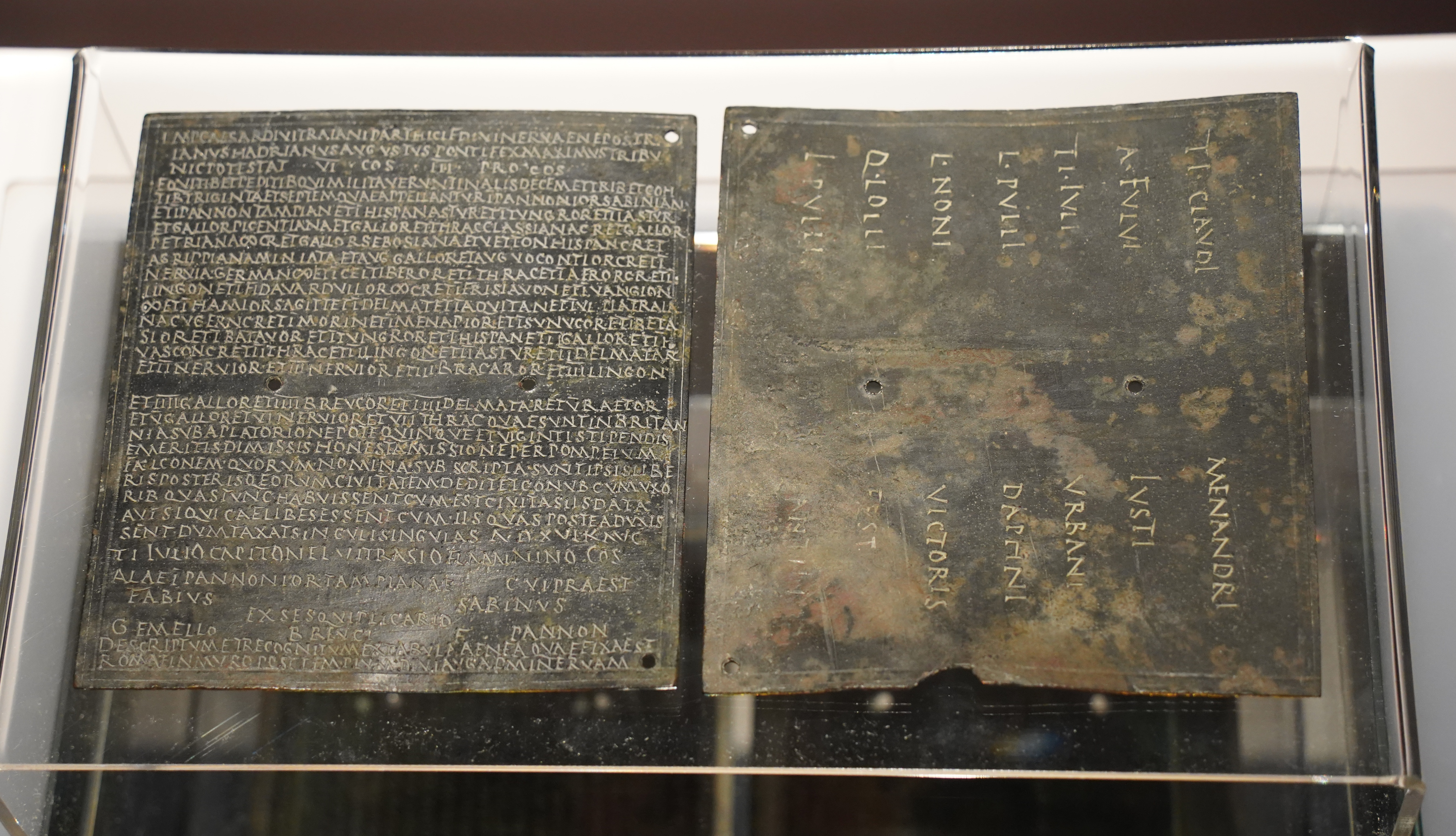
Eines der Militärdiplome des Jahres 122

Die Ala Augusta Vocontiorum [civium Romanorum] (deutsch augusteische Ala der Vocontier [der römischen Bürger]) war eine römische Auxiliareinheit. Sie ist durch Militärdiplome, Inschriften und Bleisiegel belegt. In einigen Inschriften wird sie als Ala Vocontiorum bezeichnet.

## Namensbestandteile
- Ala: Die Ala war eine Reitereinheit der Auxiliartruppen in der römischen Armee.

- Augusta: die Augusteische. Die Ehrenbezeichnung bezieht sich auf Augustus.

- Vocontiorum: der Vocontier. Die Soldaten der Ala wurden bei Aufstellung der Einheit aus dem gallischen Stamm der Vocontier auf dem Gebiet der römischen Provinz Gallia Narbonensis rekrutiert.

- civium Romanorum: der römischen Bürger. Den Soldaten der Einheit war das römische Bürgerrecht zu einem bestimmten Zeitpunkt verliehen worden. Für Soldaten, die nach diesem Zeitpunkt in die Einheit aufgenommen wurden, galt dies aber nicht. Sie erhielten das römische Bürgerrecht erst mit ihrem ehrenvollen Abschied (Honesta missio) nach 25 Dienstjahren. Der Zusatz kommt in den Militärdiplomen von 122 bis 127 vor.

Da es keine Hinweise auf den Namenszusatz milliaria (1000 Mann) gibt, war die Einheit eine Ala quingenaria. Die Sollstärke der Ala lag demnach bei 480 Mann, bestehend aus 16 Turmae mit jeweils 30 Reitern.

## Geschichte
Die Ala war vermutlich im frühen 1. Jahrhundert n. Chr. in der Provinz Gallia Belgica in einem Lager bei Soissons stationiert, bevor sie in die Provinz Germania verlegt wurde. Der Zeitpunkt der Verlegung ist unsicher. Die Einheit hielt sich aber wahrscheinlich um 89 nicht in der Provinz auf. Domitian (81–96) hatte den ihm treu gebliebenen römischen Streitkräften in Germania inferior nach der Niederschlagung des Aufstands von Lucius Antonius Saturninus die Ehrenbezeichnung pia fidelis Domitiana verliehen; dieser Zusatz fehlt aber bei der Einheit.
Zu einem unbestimmten Zeitpunkt wurde die Ala in die Provinz Britannia verlegt, wo sie erstmals durch ein Militärdiplom nachgewiesen ist, das auf 119/121 datiert ist. In dem Diplom wird die Ala als Teil der Truppen (siehe Römische Streitkräfte in Britannia) aufgeführt, die in der Provinz stationiert waren. Weitere Diplome, die auf 122 bis 178 datiert sind, belegen die Einheit in derselben Provinz.

## Standorte
Standorte der Ala in Gallia Belgica waren möglicherweise:
- Arlaines (bei Soissons): Die Inschrift (CIL 13, 3463) wurde hier gefunden.

Standorte der Ala in Germania waren möglicherweise:
- Burginatium (Kalkar): Die Inschrift von Atillus wurde hier gefunden.

Standorte der Ala in Britannia waren möglicherweise:
- Trimontium (Newstead): Die Inschrift von Aelius Marcus wurde hier gefunden.

Zudem wurden in Britannien Bleisiegel mit dem abgekürzten Namen der Einheit – „A(la) VO(contiorum)“ beziehungsweise rückwärts geschrieben „OVA“ – in Leicester und Chester-le-Street sowie möglicherweise auch in South Shields und Piercebridge gefunden.

## Angehörige der Kohorte
Folgende Angehörige der Kohorte sind bekannt.

### Kommandeure
- Gaius Arrius Domitianus,[A 1] ein Centurio in der Legio XX Valeria Victrix

### Sonstige
| - []us, ein Reiter (CIL 13, 3463) - Ael(ius) Marcus, ein Decurio (RIB 2121) - Atil[l]us (CIL 13, 8671) | - Fl(avius) Sim(ilis), ein Decurio (RIB 2411.90) - Silvanus, ein Reiter (CIL 13, 8655) - Sim[p]licius Super, ein Decurio (CIL 13, 8805) |

## Weitere Alae mit der BezeichnungAla Vocontiorum
Es gab noch eine weitere Ala mit dieser Bezeichnung, die Ala Vocontiorum (Aegyptus). Sie ist durch Militärdiplome von 86 bis 179 belegt und war in den Provinzen Aegyptus, Iudaea und Syria stationiert.